# Kodjo Afanou
Kodjo Julien Afanou (Lomé, 21 novembre 1977) è un ex calciatore francese, nato in Togo, di ruolo difensore.

## Caratteristiche tecniche
Era un difensore centrale, mancino.

## Carriera

### Club
Togolese di nascita, in seguito diviene un cittadino francese. Durante la sua carriera veste le casacche di Bordeaux, Al-Ain, Al-Faisaly, Gaziantepspor e Al Hazm.
Scende in campo in 195 occasioni con la maglia dei Girondini nella Ligue 1, realizzando 4 marcature. Vanta inoltre 21 presenze nella UEFA Champions League e 10 incontri di Coppa UEFA. Con il Bordeaux gioca titolare la Supercoppa del 1999 persa contro il Nantes e la finale di Coppa di lega 2002 vinta sul Lorient. È tra i protagonisti del campionato francese del 1999, vinto dal Bordeaux.

## Palmarès

### Club

#### Competizioni nazionali
- Campionato francese: 1

Bordeaux: 1998-1999
- Coppa di Lega francese: 1

Bordeaux: 2001-2002